# 豊見城ハーリー

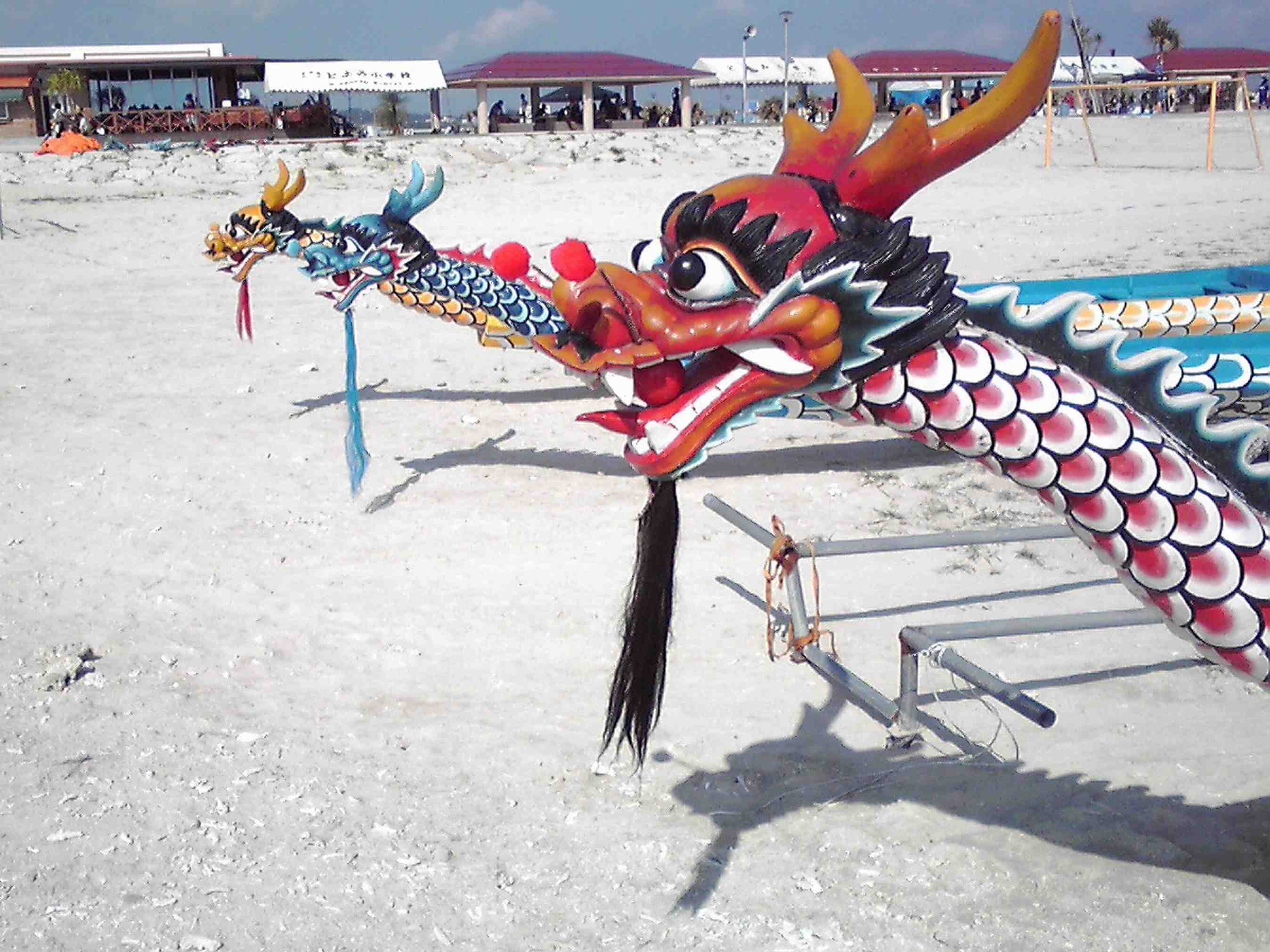
豊見城ハーリーの爬龍船

豊見城ハーリー（とみぐすくハーリー）とは、沖縄県内で行われる行事の一つである。沖縄の代表的な年中行事であるハーリーの発祥地は、沖縄県豊見城市の「豊見城グスクと城下の饒波川河口（漫湖）である」と王府の正史・球陽（1745年編集）に記述されている。
また、600年前中国南京国子監に留学をした豊見城城主・汪応祖（第二代南山王）が初めて漫湖に龍船を浮かべたという史実もあること、さらに豊見城城主が建造した最初の龍船は、600年前に中国福建省から渡来した久米（閩人36姓）がつくったとの説もある。
ちなみに、第6代目沖縄県知事仲井眞弘多の祖先は、久米（閩人36姓）である。